# Draft NBA 1958
Il Draft NBA 1958 si è svolto il 22 aprile 1958 a New York in 17 turni di scelta in cui furono scelti 88 giocatori dalle 8 franchigie. Ben tre giocatori di questo draft furono inseriti nella Basketball Hall of Fame (Elgin Baylor, Hal Greer e Wayne Embry).

## Scelta territoriale
|  | = All-Star     |
|  | = Hall of Fame |

| Scelta | Giocatore   | Nazionalità | Squadra NBA           | Scuola/ex squadra |
| ------ | ----------- | ----------- | --------------------- | ----------------- |
|        | Guy Rodgers | Stati Uniti | Philadelphia Warriors | Temple            |

## Giocatori scelti al 1º giro
| Scelta | Giocatore       | Nazionalità | Squadra NBA        | Scuola/ex squadra |
| ------ | --------------- | ----------- | ------------------ | ----------------- |
| 1      | Elgin Baylor    | Stati Uniti | Minneapolis Lakers | Seattle           |
| 2      | Archie Dees     | Stati Uniti | Cincinnati Royals  | Indiana           |
| 3      | Mike Farmer     | Stati Uniti | New York Knicks    | San Francisco     |
| 4      | Pete Brennan    | Stati Uniti | New York Knicks    | North Carolina    |
| 5      | Connie Dierking | Stati Uniti | Syracuse Nationals | Cincinnati        |
| 6      | Dave Gambee     | Stati Uniti | St. Louis Hawks    | Oregon State      |
| 7      | Bennie Swain    | Stati Uniti | Boston Celtics     | Texas Southern    |

## Giocatori scelti al 2º giro
| Scelta | Giocatore      | Nazionalità | Squadra NBA           | Scuola/ex squadra |
| ------ | -------------- | ----------- | --------------------- | ----------------- |
| 8      | Steve Hamilton | Stati Uniti | Minneapolis Lakers    | Morehead State    |
| 9      | Vern Hatton    | Stati Uniti | Cincinnati Royals     | Kentucky          |
| 10     | Barney Cable   | Stati Uniti | Detroit Pistons       | Bradley           |
| 11     | Joe Quigg      | Stati Uniti | New York Knicks       | North Carolina    |
| 12     | Lloyd Sharrar  | Stati Uniti | Philadelphia Warriors | West Virginia     |
| 13     | Hal Greer      | Stati Uniti | Syracuse Nationals    | Marshall          |
| 14     | Hub Reed       | Stati Uniti | St. Louis Hawks       | Oklahoma City     |
| 15     | Jimmy Smith    | Stati Uniti | Boston Celtics        | Steubenville      |

## Giocatori scelti al 3º giro
| Scelta | Giocatore      | Nazionalità | Squadra NBA           | Scuola/ex squadra |
| ------ | -------------- | ----------- | --------------------- | ----------------- |
| 16     | Boo Ellis      | Stati Uniti | Minneapolis Lakers    | Niagara           |
| 17     | Bucky Bockhorn | Stati Uniti | Cincinnati Royals     | Dayton            |
| 18     | Roy DeWitz     | Stati Uniti | Detroit Pistons       | Kansas State      |
| 19     | John Lee       | Stati Uniti | New York Knicks       | Yale              |
| 20     | Frank Howard   | Stati Uniti | Philadelphia Warriors | Ohio State        |
| 21     | John Nacincik  | Stati Uniti | Syracuse Nationals    | Maryland          |
| 22     | Wayne Embry    | Stati Uniti | St. Louis Hawks       | Miami (OH)        |
| 23     | Jim Cunningham | Stati Uniti | Boston Celtics        | Fordham           |

## Giocatori scelti nei giri successivi con presenze nella NBA, nella ABA o nella ABL
| Scelta | Giocatore        | Nazionalità | Squadra NBA           | Scuola/ex squadra  |
| ------ | ---------------- | ----------- | --------------------- | ------------------ |
| 27     | Johnny Cox       | Stati Uniti | New York Knicks       | Kentucky           |
| 29     | Tommy Kearns     | Stati Uniti | Syracuse Nationals    | North Carolina     |
| 32     | Quitman Sullins  | Stati Uniti | Minneapolis Lakers    | Murray State       |
| 36     | Don Ohl          | Stati Uniti | Philadelphia Warriors | Illinois           |
| 38     | Rick Herrscher   | Stati Uniti | St. Louis Hawks       | Southern Methodist |
| 39     | Gene Brown       | Stati Uniti | Boston Celtics        | San Francisco      |
| 42     | Shellie McMillon | Stati Uniti | Detroit Pistons       | Bradley            |
| 49     | Wayne Stevens    | Stati Uniti | Cincinnati Royals     | Cincinnati         |
| 60     | Tom Brennan      | Stati Uniti | Philadelphia Warriors | Villanova          |
| 64     | Larry Staverman  | Stati Uniti | Cincinnati Royals     | Villa Madonna      |
| 70     | Jack Parr        | Stati Uniti | Cincinnati Royals     | Kansas State       |
| 81     | Joe Buckhalter   | Stati Uniti | St. Louis Hawks       | Tennessee State    |
| 85     | Adrian Smith     | Stati Uniti | Cincinnati Royals     | Kentucky           |